# 幹生花

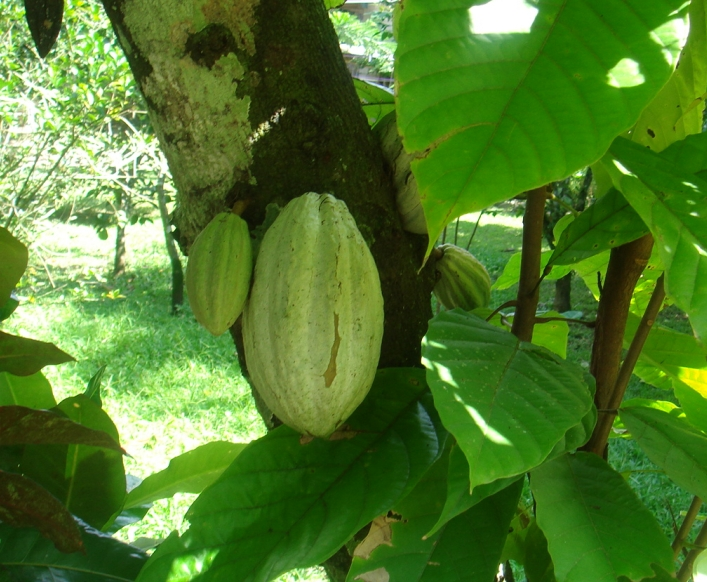
幹に直接実るカカオの実（メキシコ）

幹生花（かんせいか）は植物の幹に直接開花及び結実する形態のことをいう。温帯の植物の多くは新しく伸長した枝に花芽をつけるのが一般的だが、熱帯においては幹生することはそれほど珍しいことではない。この形態をとることで、枝の先まで手が届かない動物による受粉と採食を容易にし、地面への効率の良い種子の拡散を行うことが出来る。そのため、樹上で完熟する果実を実らせる傾向がある。果物として扱われるものが多く、その独特の姿には観賞価値が見いだされている。
本来はこの特徴を持たない植物でも生育環境によって幹生することがあり、例として小品盆栽仕立てにした桜などがある。

## 名称
果実を指す場合は幹生果という。
このタイプの植物の学名に「茎生の」という意味を表すcauliflora、
特に主幹にのみ結果する種に「幹生の」を表すtrunciflora、太い幹にのみ結果する種にはramifloraと付くものがある。
英名の綴りが似た植物にカリフラワー (cauliflower) があるが、こちらはラテン語のキャベツ (caulis) と花 (floris) を語源としているために関連がない。また、カリフラワーは幹生花ではない。

## 主な幹生花の植物
- カカオ
- ジャボチカバ（M. cauliflora、近縁種にM. truncifloraがある）
- カムカム
- イナゴマメ（キャロブ）
- ブラシノキ
- ハナズオウ
- パラミツ
- イチジク（ブラジル原産種にFicus ramifloraがある）
- パパイヤ
- ドリアン
- ババコ
- マファイ (Baccaurea ramiflora)
- オオバイチジク

## イメージギャラリー

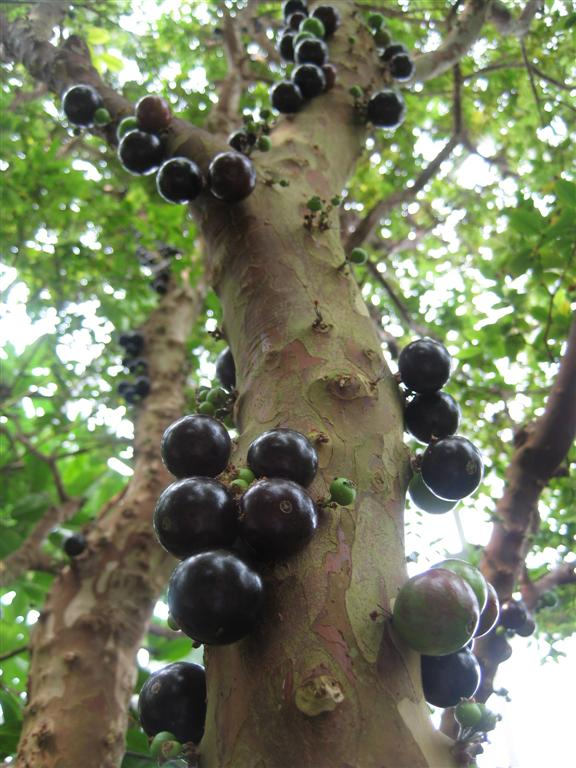
ジャボチカバ
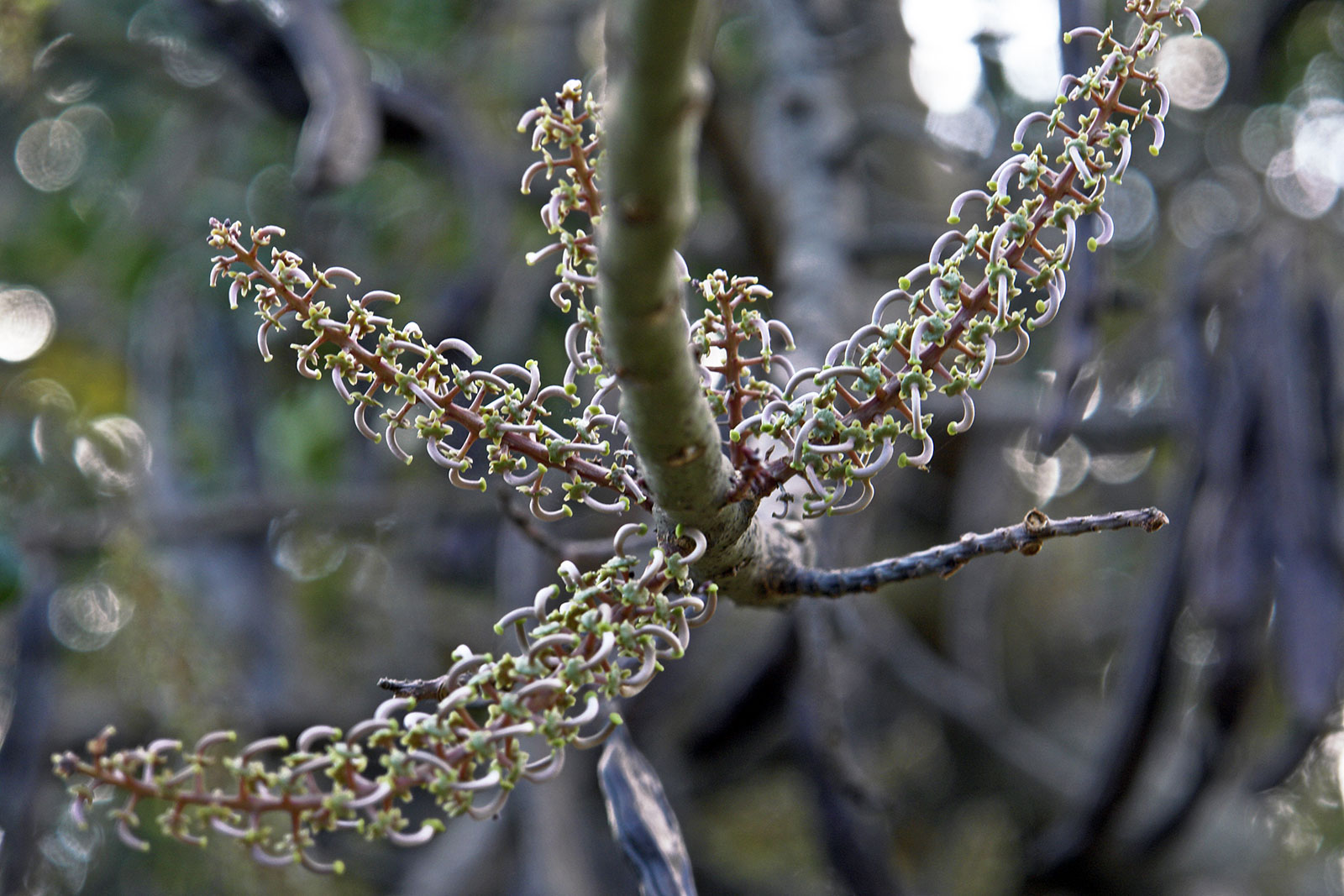
キャロブ
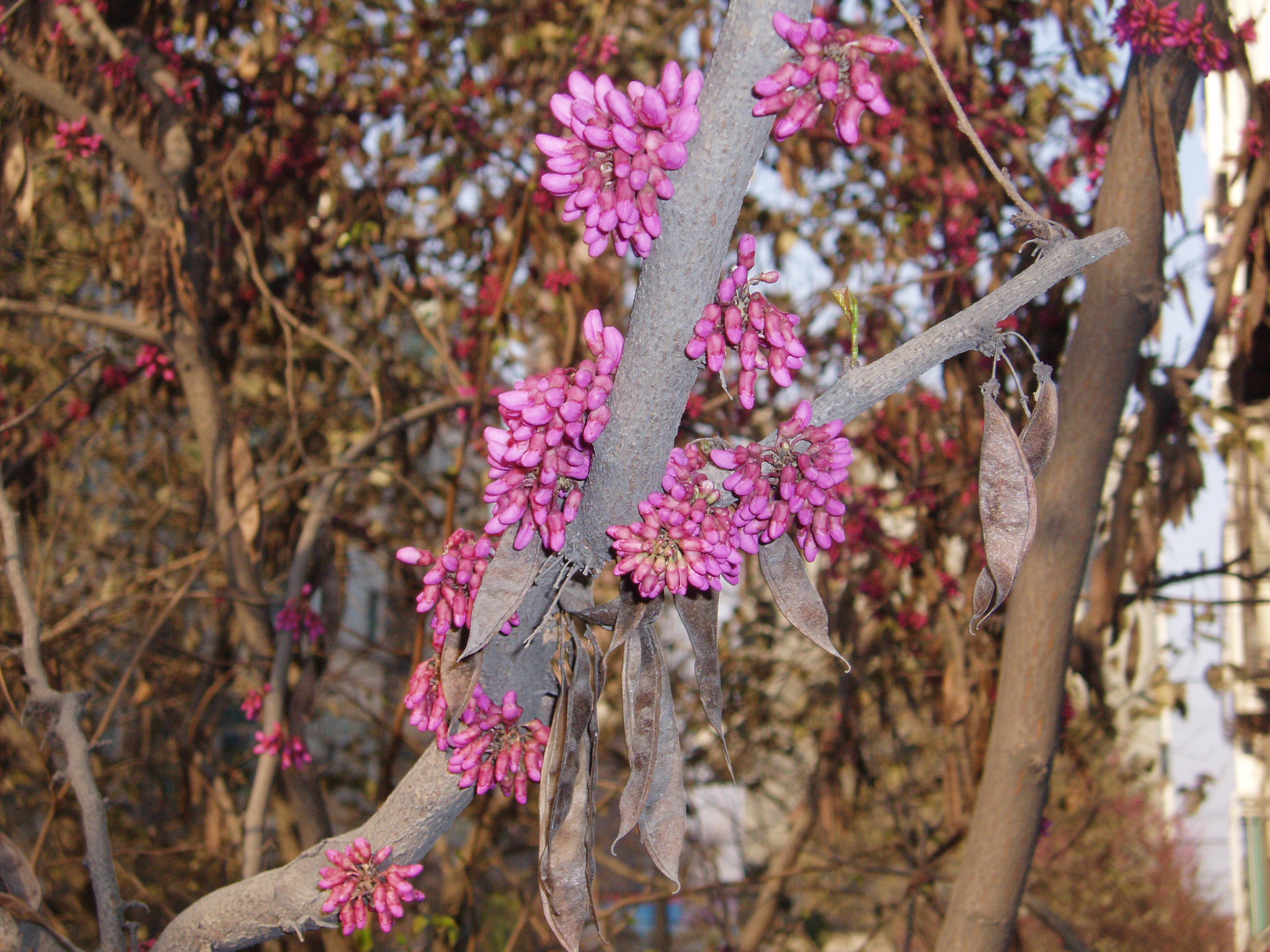
ハナズオウ
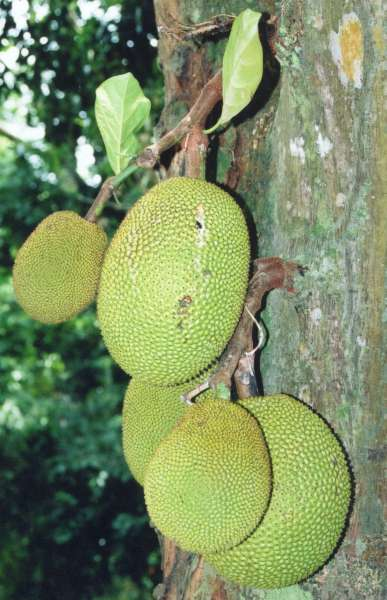
パラミツ
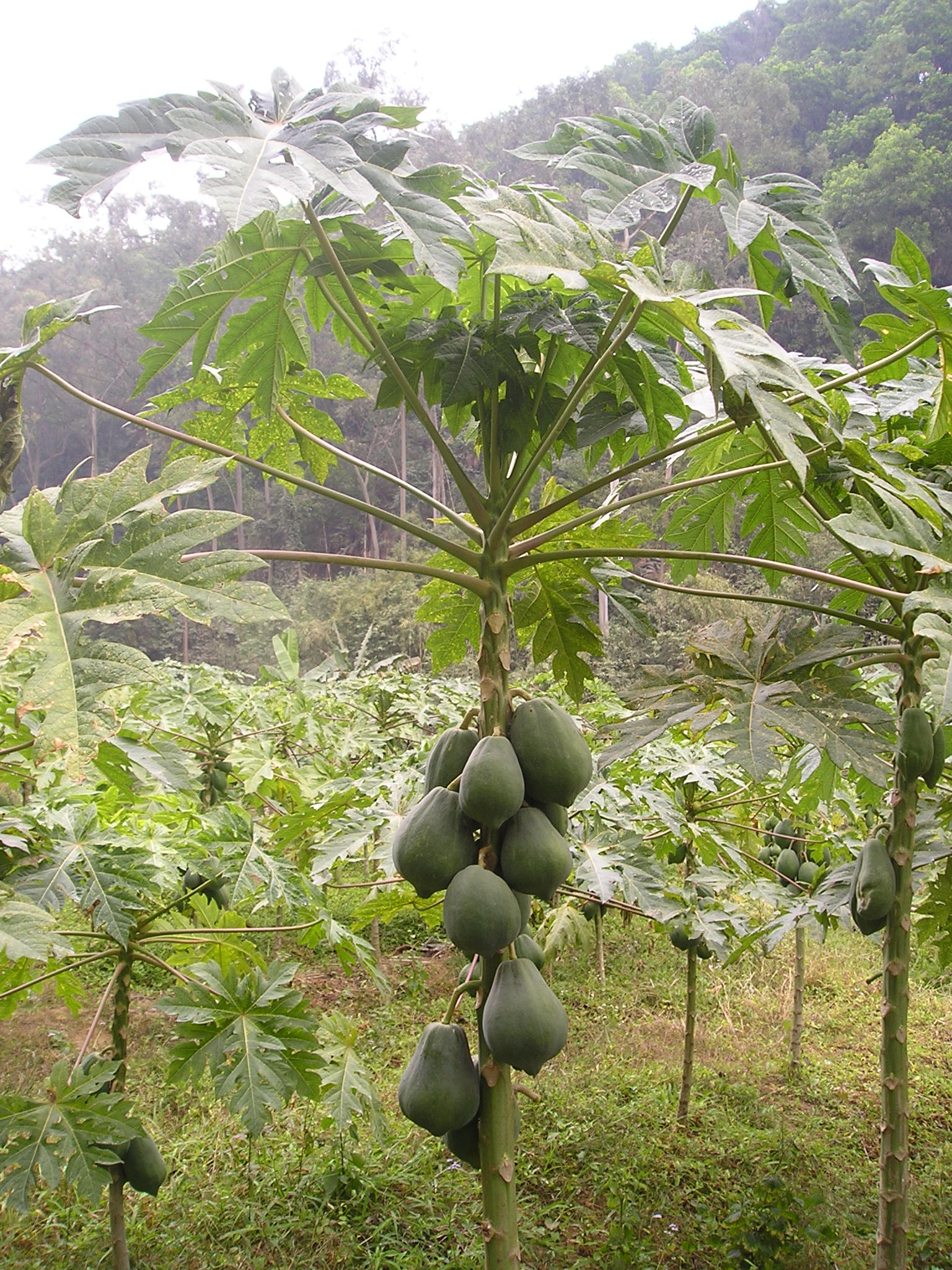
パパイヤの一種
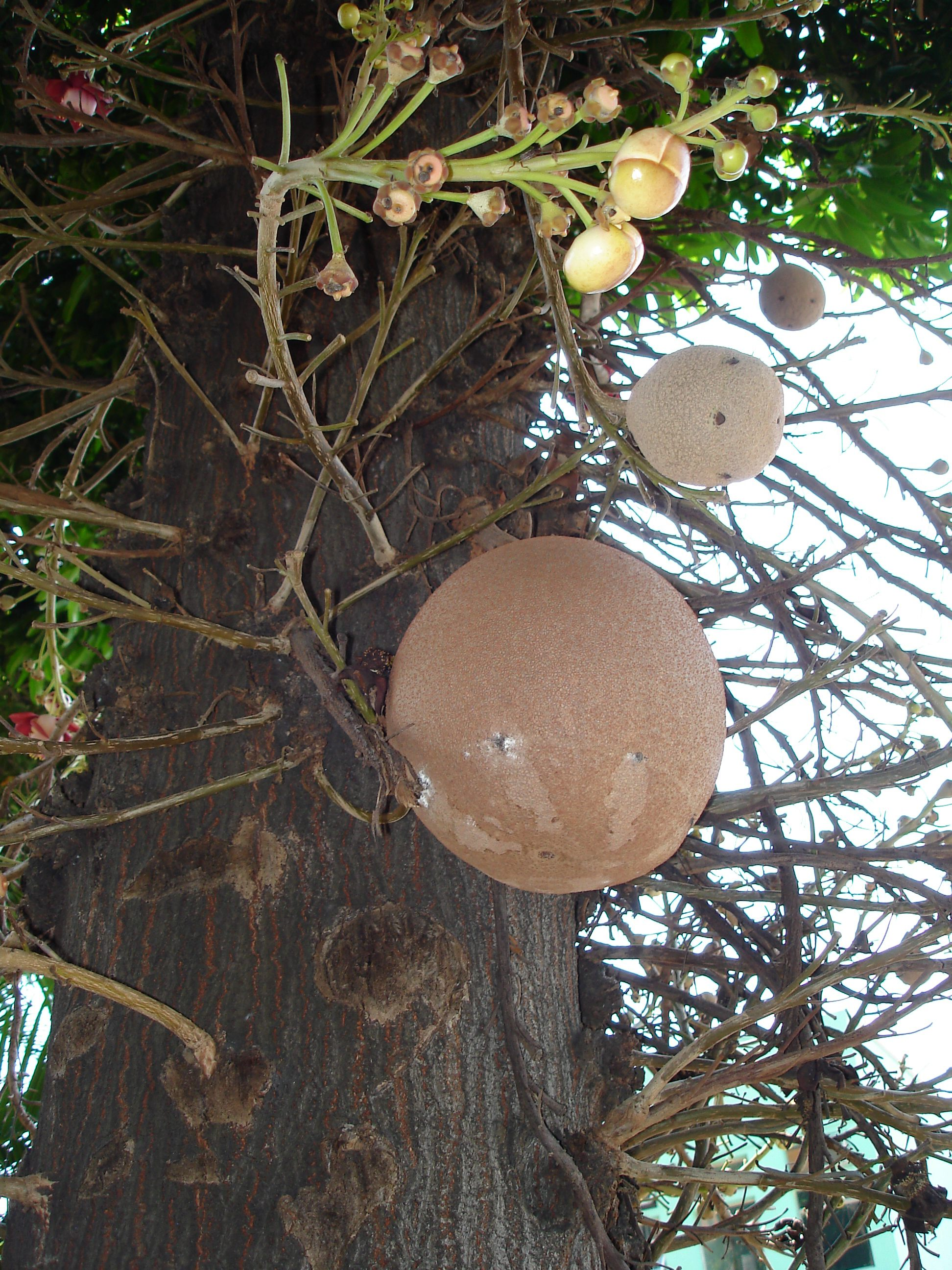
ホウガンノキ
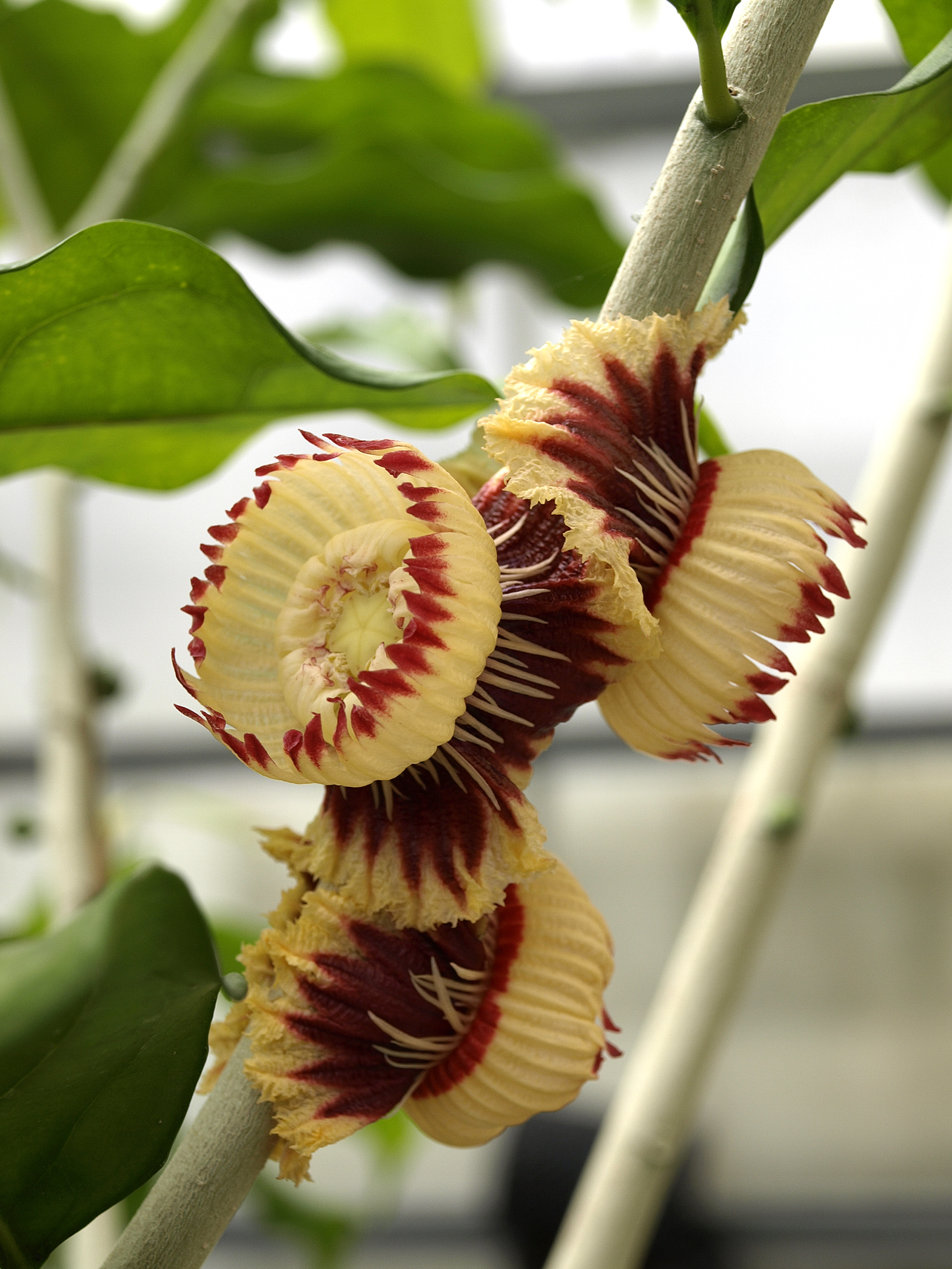
サガリバナ科の一種
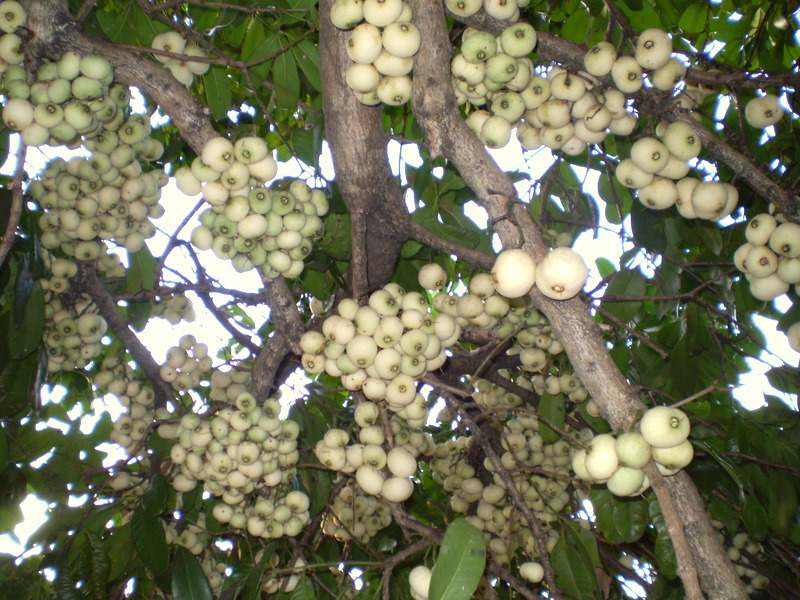
クーラモン
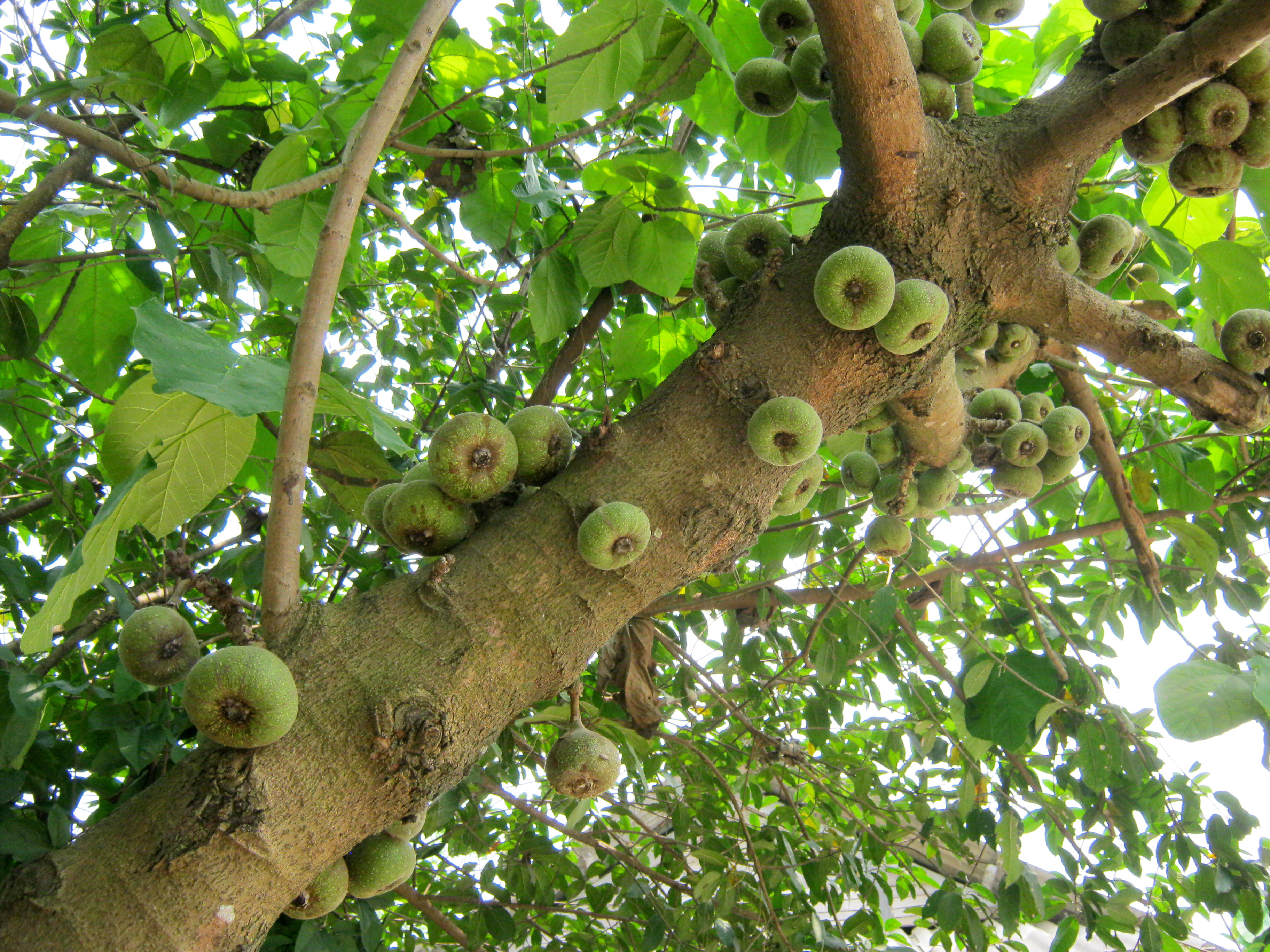
オオバイチジク